# جنرال اليكتريك تي إف 34
جنرال اليكتريك تي إف 34 (بالإنجليزية: General Electric TF34)‏: محرك توربيني مروحي عسكري، طورته وأنتجته شركة جنرال الكتريك للطيران الأمريكية في أواخر ستينيات القرن الماضي. يتم استخدام محرك سي إف 34 على الطائرات العسكرية من طراز إيه - 10 ثاندر بولت الثانية وطراز إس-3 فايكنغ.
يتكون المحرك الأصلي من مروحة ذات مرحلة واحدة، تقودها 4 توربينات من مراحل الضغط المنخفض (LP)، وضاغط ضغط عالي من 14 مرحلة (HP)، يقودها 2 توربين في مرحلة الضغط العالي. هي واردة على الاحتراق الحلقي. تم تصنيف المحرك من طراز تي إف34-جي إي-400إيه (TF34-GE-400A) بقوة دفع تبلغ 9,275 رطل (41.26 كيلو نيوتن).
البديل المدني لهذا المحرك هو الطراز، و سي إف 34، ويستخدم على عدد من طائرات رجال الأعمال والطائرات الإقليمية.

## الاستخدامات
- إيه - 10 ثاندر بولت الثانية[1]
- إس-3 فايكنغ
- سيكورسكي أس-72 (Sikorsky S-72)
- لوكهيد مارتن آر كيو-170 سنتينال (ممكن، وليس مؤكد) .[2]

## الخصائص العامة
- النوع: التوأم رمح، تجاوز المروحي المحرك
- المدة: 2,616-3,696 متر
- القطر: 1,118-1,346 متر
- الوزن الجاف: 758-1676 كجم

## المكونات
- ضاغط: مروحة من مرحلة واحدة، 14 مرحلة HP محوري تدفق ضاغط
- الاحتراق: حلقية
- التوربين: 4 LP المرحلة، مرحلة 2 HP

## الأداء
- أقصى قوة دفع: 9250 رطل (4200 كلغ)
- نسبة القوة إلى الوزن:

## قوائم ذات صلة
- قائمة محركات الطائرات

## وصلات خارجية
- موقع صفحة محرك جنرال اليكتريك تي إف 34